# Championnat de France masculin de water-polo
Cet article traite de l'épreuve masculine. Pour la compétition féminine, voir Championnat de France de water-polo féminin Pro A.
Le Championnat de France de water polo masculin, dénommé Pro A depuis la création et la prise en charge de Ligue promotionnelle de water-polo (LPWP) est une compétition annuelle, mettant aux prises les dix meilleurs clubs amateurs de water-polo en France.
Créé en 1896, le championnat est d'abord organisé par l'Union des sociétés françaises de sports athlétiques avant d'être régi par la Fédération française de natation à partir de 1921.
Dans l'univers du water-polo français, le Cercle des Nageurs de Marseille se démarque comme le club le plus titré de l'histoire du championnat. Avec un impressionnant palmarès de 42 titres de champion de France, le club marseillais a su imposer sa domination sur la scène nationale depuis sa création.
À l'opposé, le club des Enfants de Neptune de Tourcoing revendique souvent un total de 46 titres. Toutefois, une analyse des archives fédérales révèle que leur 25ème titre a été remporté en 1939. De plus, en raison des interruptions causées par la Seconde Guerre mondiale, les éditions de 1940 à 1944 n'ont pas eu lieu. Les Tourquennois ont ensuite réussi à s'imposer lors des compétitions de 1945 à 1950, totalisant 6 titres supplémentaires, avant de décrocher des victoires en 1952, 1953, 1957 et 1964. Ils totalisent ainsi 35 titres, ce qui les place en seconde position au palmarès du championnat de France de water-polo.
Cette clarification met en lumière la riche histoire du water-polo français, illustrant la rivalité entre ces deux clubs emblématiques et leur contribution au développement de ce sport dans l’Hexagone.

## Historique
L'histoire du water polo français débute dans la région Nord-Pas-de-Calais. C'est en effet en 1895, et après plusieurs tentatives de codifications, que cette nouvelle activité aquatique traverse la Manche pour se produire pour la première fois dans la région lilloise. Dès lors, le water polo se développe et s'exporte dans le reste de l'hexagone.
L'édition 2019-2020, d'abord suspendue le 13 mars, est finalement annulée, le 16 avril 2020 par la FFN, en raison de la pandémie de maladie à coronavirus. Par conséquent, le titre n'est pas attribué et il n'y a aucune relégation en division inférieure (la Pro B).

## Déroulement

### Années 2000 et 2010
Dans les années 2000 et 2010, au terme d'une saison régulière de rencontres aller et retour entre chacun des clubs, ont lieu des séries éliminatoires :
- les quatre premiers s'affrontent pour le titre de champion de France élite ;
- du cinquième au huitième, une série de classement ;
- le neuvième joue pour son maintien et en deux matches gagnant contre le deuxième du championnat de nationale 1 ;
- le dixième est directement relégué en division nationale 1.

Au terme de la série éliminatoire, le champion et le vice-champion sont qualifiés pour l'Euroligue. Leurs deux suivants le sont pour le trophée de la Ligue européenne de natation. Le cinquième, vainqueur de la série de classement, se qualifie pour la coupe de la Confédération méditerranéenne de natation.
Jusqu'à la saison 2008-2009, la finale à quatre en un lieu et en deux jours sert à déterminer le vainqueur du championnat. À partir de la saison 2009-2010, les demi-finales et la finale sont jouées en deux matches gagnants ; le match d’appui se joue, si nécessaire, le lendemain du match retour.

## Palmarès
| Saison    | Champion               | Vice-champion                  |
| --------- | ---------------------- | ------------------------------ |
| 1896-1897 | PN Lille (1)           |                                |
| 1897-1898 | ?                      |                                |
| 1898-1899 | ?                      |                                |
| 1899-1900 | ?                      |                                |
| 1900-1901 | PN Lille (2)           | Libellule de Paris (2-0)       |
| 1901-1902 | Libellule de Paris (1) | PN Lille (3-2)                 |
| 1902-1903 | Libellule de Paris (2) | Nationale de Saint Mandé (5-2) |
| 1903-1904 | Libellule de Paris (3) | FC Paris (forfait)             |
| 1904-1905 | CA Paris (1)           | PN Lille (8-7)                 |
| 1905-1906 | CA Paris (2)           | PN Lille (3-2)                 |
| 1906-1907 | Libellule de Paris (4) | PN Lille (4-3)                 |
| 1907-1908 | CA Paris (3)           | PN Lille (6-3)                 |

| Saison    | Champion         | Vice-champion      | Score |
| --------- | ---------------- | ------------------ | ----- |
| 1908-1909 | EN Tourcoing (1) | CN Lyon            | 6-0   |
| 1909-1910 | EN Tourcoing (2) | SCUF               | 2-1   |
| 1910-1911 | EN Tourcoing (3) | GVC Nice           | 6-2   |
| 1911-1912 | EN Tourcoing (4) | SCUF               | 3-0   |
| 1912-1913 | EN Tourcoing (5) | CN Lyon            | 9-0   |
| 1913-1914 | Pas disputé      |                    |       |
| 1914-1915 | Pas disputé      |                    |       |
| 1915-1916 | Pas disputé      |                    |       |
| 1916-1917 | Pas disputé      |                    |       |
| 1917-1918 | Pas disputé      |                    |       |
| 1918-1919 | EN Tourcoing (6) | Libellule de Paris | 4-3   |
| 1919-1920 | EN Tourcoing (7) | Libellule de Paris | 2-0   |

| Saison    | Champion                   | Vice-champion                          | Score            |
| --------- | -------------------------- | -------------------------------------- | ---------------- |
| 1920-1921 | EN Tourcoing (8)           | Libellule de Paris                     | 5-0              |
| 1921-1922 | EN Tourcoing (9)           | Libellule de Paris                     | 5-1              |
| 1922-1923 | EN Tourcoing (10)          | Libellule de Paris                     | 7-0              |
| 1923-1924 | Libellule de Paris (5)     | EN Tourcoing                           | 3-2 a.p.         |
| 1924-1925 | EN Tourcoing (11)          | Libellule de Paris                     | 5-1              |
| 1925-1926 | EN Tourcoing (12)          | Libellule de Paris                     | 10-1             |
| 1926-1927 | EN Tourcoing (13)          | Cercle des nageurs de Nice             | poule finale     |
| 1927-1928 | EN Tourcoing (14)          | SN Strasbourg                          | 10-0             |
| 1928-1929 | EN Tourcoing (15)          | SCUF                                   | 9-1              |
| 1929-1930 | EN Tourcoing (16)          | Cercle des nageurs de Nice             | 10-2             |
| 1930-1931 | EN Tourcoing (17)          | SCUF                                   | 14-0             |
| 1931-1932 | EN Tourcoing (18)          | EN Tourcoing (équipe 2)                | 9-2              |
| 1932-1933 | EN Tourcoing (19)          | EN Tourcoing (équipe 2)                | 9-3 a.p.         |
| 1933-1934 | EN Tourcoing (20)          | EN Tourcoing (équipe 2)                | 6-1              |
| 1934-1935 | EN Tourcoing (21)          | EN Tourcoing (équipe 2)                | 7-2              |
| 1935-1936 | EN Tourcoing (22)          | CN Tunis                               | 3-1 a.p.         |
| 1936-1937 | EN Tourcoing (23)          | CN Tunis                               | 4-2              |
| 1937-1938 | EN Tourcoing (24)          | CN Tunis                               | 8-4              |
| 1938-1939 | EN Tourcoing (25)          | RU Alger                               | 9-0              |
| 1939-1940 | Pas disputé                |                                        |                  |
| 1940-1941 | Pas disputé                |                                        |                  |
| 1941-1942 | Pas disputé                |                                        |                  |
| 1942-1943 | Pas disputé                |                                        |                  |
| 1943-1944 | Pas disputé                |                                        |                  |
| 1944-1945 | EN Tourcoing (26)          | T.O.E.C                                | 5-3 a.p.         |
| 1945-1946 | EN Tourcoing (27)          | T.O.E.C                                | 4-2              |
| 1946-1947 | EN Tourcoing (28)          | T.O.E.C                                | 5-1              |
| 1947-1948 | EN Tourcoing (29)          | T.O.E.C                                | 3-2              |
| 1948-1949 | EN Tourcoing (30)          | AS Montpensier                         | 4-0              |
| 1949-1950 | EN Tourcoing (31)          | AS Montpensier                         | poule finale     |
| 1950-1951 | Racing CF Paris (1)        |                                        |                  |
| 1951-1952 | EN Tourcoing (32)          | Racing CF Paris                        | poule finale     |
| 1952-1953 | EN Tourcoing (33)          | SN Strasbourg                          | 5-0              |
| 1953-1954 | SN Strasbourg              | AS Montpensier                         | poule finale     |
| 1954-1955 | Racing CF Paris (2)        | SN Strasbourg                          | poule finale     |
| 1955-1956 | non attribué 1             |                                        |                  |
| 1956-1957 | EN Tourcoing (34)          | SN Strasbourg                          | poule finale     |
| 1957-1958 | SN Strasbourg (1)          | EN Tourcoing, AS Montpensier, ex aequo | poule finale     |
| 1958-1959 | SN Strasbourg (2)          |                                        | poule finale     |
| 1959-1960 | SN Strasbourg (3)          | SCN Choisy-le-Roi                      | poule finale     |
| 1960-1961 | SN Strasbourg (4)          |                                        |                  |
| 1961-1962 | SCN Choisy-le-Roi          |                                        |                  |
| 1962-1963 | SN Strasbourg (5)          |                                        |                  |
| 1963-1964 | EN Tourcoing (35)          |                                        |                  |
| 1964-1965 | CN Marseille (1)           |                                        |                  |
| 1965-1966 | CN Marseille (2)           |                                        |                  |
| 1966-1967 | CN Marseille (3)           |                                        |                  |
| 1967-1968 | CN Marseille (4)           |                                        |                  |
| 1968-1969 | CN Marseille (5)           |                                        |                  |
| 1969-1970 | CN Marseille (6)           |                                        |                  |
| 1970-1971 | non attribué 2             |                                        |                  |
| 1971-1972 | PC Valenciennes            |                                        |                  |
| 1972-1973 | CN Marseille (7)           |                                        |                  |
| 1973-1974 | CN Marseille (8)           |                                        |                  |
| 1974-1975 | CN Marseille (9)           |                                        |                  |
| 1975-1976 | CN Marseille (10)          |                                        |                  |
| 1976-1977 | CN Marseille (11)          |                                        |                  |
| 1977-1978 | CN Marseille (12)          |                                        |                  |
| 1978-1979 | CN Marseille (13)          |                                        |                  |
| 1979-1980 | CN Marseille (14)          |                                        |                  |
| 1980-1981 | CN Marseille (15)          |                                        |                  |
| 1981-1982 | CN Marseille (16)          |                                        |                  |
| 1982-1983 | CN Marseille (17)          |                                        |                  |
| 1983-1984 | CN Marseille (18)          | Racing Club de France                  |                  |
| 1984-1985 | CN Marseille (19)          |                                        |                  |
| 1985-1986 | CN Marseille (20)          | Racing Club de France                  |                  |
| 1986-1987 | CN Marseille (21)          | Racing Club de France                  |                  |
| 1987-1988 | CN Marseille (22)          |                                        |                  |
| 1988-1989 | CN Marseille (23)          |                                        |                  |
| 1989-1990 | CN Marseille (24)          |                                        |                  |
| 1990-1991 | CN Marseille (25)          |                                        |                  |
| 1991-1992 | Cacel Nice (1)             | CN Marseille                           |                  |
| 1992-1993 | Cacel Nice (2)             | CN Marseille                           |                  |
| 1993-1994 | Cacel Nice (3)             | CN Marseille                           |                  |
| 1994-1995 | Cacel Nice (4)             | CN Marseille                           |                  |
| 1995-1996 | CN Marseille (26)          | Cacel Nice                             |                  |
| 1996-1997 | Olympic Nice Natation (5)  | CN Marseille                           |                  |
| 1997-1998 | Olympic Nice Natation (6)  | CN Marseille                           |                  |
| 1998-1999 | Olympic Nice Natation (7)  | CN Marseille                           | 100e championnat |
| 1999-2000 | Olympic Nice Natation (8)  | CN Marseille                           |                  |
| 2000-2001 | Olympic Nice Natation (9)  | CN Marseille                           |                  |
| 2001-2002 | Olympic Nice Natation (10) | CN Marseille                           |                  |
| 2002-2003 | Olympic Nice Natation (11) | CN Marseille                           |                  |
| 2003-2004 | Olympic Nice Natation (12) | CN Marseille                           |                  |
| 2004-2005 | CN Marseille (27)          | Olympic Nice Natation                  |                  |
| 2005-2006 | CN Marseille (28)          | Olympic Nice Natation                  |                  |
| 2006-2007 | CN Marseille (29)          | Olympic Nice Natation                  |                  |
| 2007-2008 | CN Marseille (30)          | Montpellier WP                         |                  |
| 2008-2009 | CN Marseille (31)          | Olympic Nice Natation                  | 110e championnat |
| 2009-2010 | CN Marseille (32)          | Montpellier WP                         |                  |
| 2010-2011 | CN Marseille (33)          | Montpellier WP                         |                  |
| 2011-2012 | Montpellier WP (1)         | CN Marseille                           |                  |
| 2012-2013 | CN Marseille (34)          | Montpellier WP                         |                  |

| Saison    | Champion            | Vice-champion         | Score |
| 2013-2014 | Montpellier WP (2)  | CN Marseille          |       |
| 2014-2015 | CN Marseille (35)   | Montpellier WP        |       |
| 2015-2016 | CN Marseille (36)   | Olympic Nice Natation |       |
| 2016-2017 | CN Marseille (37)   | Team Strasbourg       |       |
| 2017-2018 | Team Strasbourg (6) | Pays d'Aix Natation   |       |

| Saison    | Champion                                       | Vice-champion                                  |                                                             |
| --------- | ---------------------------------------------- | ---------------------------------------------- | ----------------------------------------------------------- |
| 2018-2019 | Team Strasbourg (7)                            | CN Marseille                                   | 120e championnat                                            |
| 2019-2020 | Annulé en raison de la pandémie de coronavirus | Annulé en raison de la pandémie de coronavirus | Championnat abandonné (Aucun vainqueur ; pas de relégation) |
| 2020-2021 | CN Marseille (38)                              | CN Noisy-le-Sec                                | Finale : Aller : 16-16 ; Retour : 14-11                     |
| 2021-2022 | CN Marseille (39)                              | Cercle 93                                      | Finale : Aller : 13-17 ; Retour : 13-7                      |
| 2022-2023 | CN Marseille (40)                              | Cercle 93                                      |                                                             |
| 2023-2024 | CN Marseille (41)                              | Cercle 93                                      | Finale : 17 - 8 à Saint-Denis                               |
| 2024-2025 | CN Marseille (42)                              | Pays d'Aix Natation                            |                                                             |

1 À la suite de plusieurs bagarres dans le bassin durant la saison, certains matchs sont annulés. La fédération décide alors de faire rejouer ces rencontres mais, après des plaintes, renonce simplement à décerner le titre national.
2 À la fin de la saison, Valenciennes et Marseille terminent premiers à égalité mais la Fédération française renonce à décerner le titre national par manque de règles prédéfinies mais également pour ne pas aggraver les tensions entre les deux clubs dont les confrontations ont donné lieu à des incidents.

## Palmarès et statistiques
Le tableau suivant liste les clubs vainqueurs du championnat de France, le nombre de titres remportés et les années correspondantes.
| Clubs                              | Nb Titres | Années | Nb Vice Champion | Années                                                                                   | Championnat Actuel |
| ---------------------------------- | --------- | --- | ---------------- | ---------------------------------------------------------------------------------------- | ------------------ |
| Cercle des Nageurs de Marseille    | 42        | 1965, 1966, 1967, 1968, 1969, 1970, 1973, 1974, 1975, 1976, 1977, 1978, 1979, 1980, 1981, 1982, 1983, 1984, 1985, 1986, 1987, 1988, 1989, 1990, 1991, 1996, 2005, 2006, 2007, 2008, 2009, 2010, 2011, 2013, 2015, 2016, 2017, 2021, 2022, 2023, 2024, 2025 | 15               | 1992, 1993, 1994, 1995, 1997, 1998, 1999, 2000, 2001, 2002, 2003, 2004, 2012, 2014, 2019 | Pro A              |
| Enfants de Neptune de Tourcoing    | 35        | 1909, 1910, 1911, 1912, 1913, 1919, 1920, 1921, 1922, 1923, 1925, 1926, 1927, 1928, 1929, 1930, 1931,1932, 1933, 1934, 1935, 1936, 1937, 1938, 1939, 1945, 1946, 1947, 1948, 1949, 1950, 1952, 1953, 1957, 1964                                            | 2                | 1924 et 1958                                                                             | Pro A              |
| Cacel Nice / Olympic Nice Natation | 12        | 1992, 1993, 1994, 1995, 1997, 1998, 1999, 2000, 2001, 2002, 2003, 2004, | 5                | 1996, 2005, 2006, 2007, 2009                                                             | Pro A              |
| Société de natation de Strasbourg  | 7         | 1958, 1959, 1960, 1961, 1963, 2018, 2019 | 5                | 1928, 1953, 1955, 1957, 2017                                                             | Pro A              |
| Libellule de Paris                 | 5         | 1902, 1903, 1904, 1907, 1924 | 8                | 1901, 1919, 1920, 1921, 1922, 1923, 1925, 1926                                           | National 3         |
| CA Paris                           | 3         | 1905, 1906, 1908 | 0                |                                                                                          | National 3         |
| Pupilles de Neptune de Lille       | 2         | 1897, 1901 | 5                | 1902, 1905, 1906, 1907, 1908                                                             | -                  |
| Racing Club de France              | 2         | 1951, 1955 | 4                | 1952, 1984, 1986, 1987                                                                   | National 1         |
| Montpellier WP                     | 2         | 2012, 2014 | 5                | 2008, 2010, 2011, 2013, 2014                                                             | Pro A              |
| SCN Choisy-le-Roi                  | 1         | 1962 | 1                | 1960                                                                                     | National 1         |
| PC Valenciennes                    | 1         | 1972 | 0                |                                                                                          | National 1         |

## Saison 2024-2025 - Equipes
Originellement disputé à dix, le championnat se joue avec huit équipes qui s'opposent en une série de 14 journées pour le compte de la phase régulière. En fonction de leur classement, les clubs disputeront soit les playoffs, soit la finale pour la 5e place, soit les barrages.
| Club                    | Classement 2023-2024 | Entraîneur          | Président             | Piscine                       | Taille bassin | Capacité théorique | Ville           |
| ----------------------- | -------------------- | ------------------- | --------------------- | ----------------------------- | ------------- | ------------------ | --------------- |
| CN Marseille            | 1er                  | Miloš Šćepanović    | Paul Leccia           | Bassin Pierre Garsau          | 50 m          | 1 200              | Marseille       |
| Pays d'Aix Natation     | 3e                   | Alexandre Donsimoni |                       | Piscine Yves-Blanc            | 50 m          | 1 200              | Aix en Provence |
| Team Strasbourg         | 4e                   | Olivier Chandieu    | Roland Schmitt        | Piscine de la Kibitzenau      | 50 m          |                    | Strasbourg      |
| Sète Natation EDD       | 6e                   | Matthieu Fournier   |                       | Piscine olympique d'Antigone  | 50 m          | 2 000              | Sète            |
| Montpellier WP          | 7e                   | Fabien Vasseur      | Christophe Spilliaert | Piscine olympique d'Antigone  | 50 m          | 2 000              | Montpellier     |
| Stade de Reims Natation | 8e                   | Sasa Krivokapic     |                       | Complexe aquatique de Reims   | 50 m          |                    | Reims           |
| O. Nice Natation        | 9e                   | Jovan Cakic         | Jean Monnot           | Piscine Jean-Bouin            | 50 m          |                    | Nice            |
| Taverny SN 95           | 10e (N1)             | Samuel Nardon       | Bruno Chastagner      | Piscine municipale de Taverny |               |                    | Taverny         |